# さつき野 (堺市)
さつき野（さつきの）は、大阪府堺市美原区の地名。現行行政地名は、さつき野西一丁目からさつき野西三丁目とさつき野東一丁目からさつき野東三丁目。住居表示は西・東どちらとも未実施。
高級住宅地となっており外観保護のため一軒家以外は立てることが出来ない。

## 地理
東急不動産が開発した住宅地。

## 世帯数と人口
2020年（令和2年）3月31日現在（堺市発表）の世帯数と人口は以下の通りである。
| 丁目             | 世帯数    | 人口    |
| ---------------- | --------- | ------- |
| さつき野西一丁目 | 376世帯   | 868人   |
| さつき野西二丁目 | 403世帯   | 925人   |
| さつき野西三丁目 | 259世帯   | 620人   |
| 計               | 1,038世帯 | 2,413人 |
|                  |           |         |
| さつき野東一丁目 | 236世帯   | 549人   |
| さつき野東二丁目 | 368世帯   | 878人   |
| さつき野東三丁目 | 474世帯   | 1,113人 |
| 計               | 1,078世帯 | 2,540人 |

### 人口の変遷
国勢調査による人口の推移。
さつき野西
| 2005年（平成17年） | 2,836人 | [ 7 ] |  |
| 2010年（平成22年） | 2,613人 | [ 8 ] |  |
| 2015年（平成27年） | 2,431人 | [ 9 ] |  |

さつき野東
| 2005年（平成17年） | 3,047人 | [ 7 ] |  |
| 2010年（平成22年） | 2,826人 | [ 8 ] |  |
| 2015年（平成27年） | 2,621人 | [ 9 ] |  |

### 世帯数の変遷
国勢調査による世帯数の推移。
さつき野西
| 2005年（平成17年） | 928世帯 | [ 7 ] |  |
| 2010年（平成22年） | 927世帯 | [ 8 ] |  |
| 2015年（平成27年） | 924世帯 | [ 9 ] |  |

さつき野東
| 2005年（平成17年） | 962世帯 | [ 7 ] |  |
| 2010年（平成22年） | 956世帯 | [ 8 ] |  |
| 2015年（平成27年） | 948世帯 | [ 9 ] |  |

## 学区
市立小・中学校に通う場合、学区は以下の通りとなる。
| 丁目             | 番地 | 小学校               | 中学校               |
| ---------------- | ---- | -------------------- | -------------------- |
| さつき野西一丁目 | 全域 | 堺市立さつき野小学校 | 堺市立さつき野中学校 |
| さつき野西二丁目 | 全域 | 堺市立さつき野小学校 | 堺市立さつき野中学校 |
| さつき野西三丁目 | 全域 | 堺市立さつき野小学校 | 堺市立さつき野中学校 |
| さつき野東一丁目 | 全域 | 堺市立さつき野小学校 | 堺市立さつき野中学校 |
| さつき野東二丁目 | 全域 | 堺市立さつき野小学校 | 堺市立さつき野中学校 |
| さつき野東三丁目 | 全域 | 堺市立さつき野小学校 | 堺市立さつき野中学校 |

## 事業所
2016年（平成28年）現在の経済センサス調査による事業所数と従業員数は以下の通りである。
| 丁目             | 事業所数 | 従業員数 |
| ---------------- | -------- | -------- |
| さつき野西一丁目 | 6事業所  | 77人     |
| さつき野西二丁目 | 4事業所  | 18人     |
| さつき野西三丁目 | 7事業所  | 73人     |
| 計               | 17事業所 | 168人    |
|                  |          |          |
| さつき野東一丁目 | 22事業所 | 145人    |
| さつき野東二丁目 | 8事業所  | 105人    |
| さつき野東三丁目 | 8事業所  | 105人    |
| 計               | 30事業所 | 250人    |

## 交通
- 南阪奈道路（大阪府道32号美原太子線）美原東インターチェンジの東、小平尾東交差点を南へすぐ。
- 近鉄南大阪線河内松原駅、長野線喜志駅、南海高野線北野田駅よりそれぞれ近鉄バスを利用する。

## 施設
- 堺市立さつき野中学校
- 堺市立さつき野小学校
- 美原さつき野郵便局[13]
- 関西みらい銀行 美原さつき野出張所[14]

## その他

### 日本郵便
- 集配担当する郵便局と郵便番号は以下の通りである[15]。

| 町丁       | 郵便番号 | 郵便局     |
| ---------- | -------- | ---------- |
| さつき野西 | 587-0031 | 美原郵便局 |
| さつき野東 | 587-0032 | 美原郵便局 |